# Batalla de Kakamas
La batalla de Kakamas va tenir lloc a Kakamas, a la província del Cap Septentrional de Sud-àfrica, el 4 de febrer de 1915. Va ser una escaramussa pel control de dos guals del riu Orange entre contingents d'una força d'invasió alemanya i les forces armades sud-africanes. Els sud-africans van preveure els moviments dels alemanys i van guanyar el control dels guals per a poder travessar el riu.

## Antecedents
Sud-àfrica havia reunit una força de 6.000 homes a Upington i Kakamas, sota el comandament del coronel Jacob van Deventer. Els homes de Deventer eren d'una de les columnes que planejaven envair Àfrica Sud-occidental Alemanya.
Com a mesura preventiva, la Schutztruppe alemanya, sota el comandament del Major Ritter, va envair Sud-àfrica.

## Batalla
Ritter va atacar Kakamas el 4 de febrer de 1915, amb l'esperança de capturar dos guals del riu Orange i dirigir-se cap al sud de Sud-àfrica. Es va produir un combat on els alemanys van ser atacats pel darrere i van perdre 7 morts, 16 ferits i 16 presoners.

## Conseqüències
Després de la batalla, J. van Deventer va cridar la resta de la seva columna d'Upington, a 80 km de distància, va travessar el riu Orange i va procedir a avançar lentament cap a l'interior d'Àfrica Sud-Occidental Alemanya.

## Memorial
Als afores de la ciutat, al cementiri de la ciutat, hi ha un monument dedicat als soldats alemanys que van morir en la batalla.